# 扁裸藻科
扁裸藻科（学名：Phacidae）是眼虫目下的一个科。

## 下属分类
本科包括以下属：
- Discoplastis R.E.Triemer, 2006
- 鳞孔藻属 Lepocinclis Perty, 1849
- 扁裸藻属 Phacus Dujardin, 1841